# Massimiliano Sforza
Massimiliano Sforza, též Ercole Massimiliano Sforza (česky Herkules Maxmilián Sforza, 25. ledna 1493 Milán – 4. června 1530 Paříž) byl milánským vévodou z rodu Sforzů a vládl v období mezi francouzskými invazemi.

## Původ
Narodil se z manželství milánského vévody Lodovica Sforzy, zvaného Mouřenín, s ferrarskou princeznou Beatricí d'Este a měl pouze mladšího bratra Francesca. Jeho děd Francesco (I.) se v roce 1450 zmocnil vlády nad Milánským vévodstvím a svůj nárok na vévodský stolec podložil manželčiným příbuzenstvím s posledním vévodou. Blanka Viscontiová byla nemanželskou dcerou posledního viscontiovského vévody Filipa. Po jeho smrti se vlády ujal nejstarší syn Galeazzo, který však zemřel rukou vrahů po deseti letech panování a regentské vlády za jeho malého synka Giana se ujal Galeazův mladší bratr Lodovico.

## Život
Maxmilián vyrůstal na přepychovém dvoře svého otce, který se v roce 1494 stal právoplatným milánským vévodou. Jeho vláda však netrvala dlouho, protože v roce 1499 do země vtrhla vojska francouzského krále Ludvíka XII. a vévodská rodina byla nucena zemi opustit. V roce 1512 pak francouzskou armádu v bitvě u Ravenna vyhnali švýcarští žoldnéři najatí papežem (Cambraiská liga) a dosadili na uprázdněný stolec právoplatného vévodu. Maxmilián byl vévodou pouhé dva roky. V roce 1515 vpadli do země opět Francouzi a Maxmiliána v bitvě u Marignana zajali. Ten se pak za rentu třiceti tisíc dukátů vzdal svých nároků.